# Собор Святого Розария (Реджайна)
 Собор Святого Розария (англ. Holy Rosary Cathedral) — католическая церковь, находящаяся в городе Реджайна, Канада. Церковь Святого Розария является кафедральным собором архиепархии Реджайны.

## История
Строительство церкви Святого Розария началось в 1912 году. Краеугольный камень был освящён папским нунцием 29-го июня 1913 года при многочисленном присутствии верующих. Церковь была спроектирована архитектором Д. Фортином по образцу церквей северной Франции. Храм был построен в романском стиле строительно-архитектурной фирмой «Joseph Fortin of Montreal», которая также построила католические церкви в Саскатуне и Гравельбурге. Строительство церкви закончилось в 1917 году.
Внутренний интерьер несколько раз перестраивался. В 1951 году были добавлены 43 витража. После Второго Ватиканского собора алтарь в восточной части собора в 1968 году был демонтирован и установлен на новом месте. В 1976 году случился пожар и церковь некоторое время не использовалась для богослужений. В 1992 году сгоревший храм был полностью восстановлен.
В настоящее время из-за финансовых проблем церковь, кроме регулярных богослужений, закрыта для свободного посещения.